# Szczedrzykowice-Stacja
Szczedrzykowice-Stacja – przysiółek wsi Szczedrzykowice w Polsce (osada przy stacji Szczedrzykowice) położony w województwie dolnośląskim, w powiecie legnickim, w gminie Prochowice.
W latach 1975–1998 miejscowość administracyjnie należała do województwa legnickiego.
Przysiółek jest związany ze stacją kolejową linii Wrocław – Legnica. W miejscowości znajduje się kilka średniej wielkości gospodarstw rolnych, jest w niej sklep i bar, zamieszkuje ją 120 osób. Początkowo była częścią sołectwa Szczedrzykowice, od 1999 r. jest samodzielnym sołectwem.

## Dawne nazwy
Nazwa zapożyczona od sąsiednich Szczedrzykowic. Po wojnie funkcjonowała nazwa Szczedrzykowice Małe, zmieniona na Szczedrzykowice-Stacja.

## Historia
Historia Szczedrzykowic-Stacji sięga 1844 r. tj. momentu uruchomienia linii kolejowej Wrocław – Legnica. Powstała tu zabudowa służyła przede wszystkim potrzebom kolei: dworzec, świetlica i hotel. Tutejsza stacja obsługiwała pobliskie miasto Prochowice i była z nim połączona najpierw za pośrednictwem dorożek odjeżdżających spod hotelu „Drei Kronen” mieszczącego się przy rynku, a później omnibusów. Połączenie straciło nieco na rentowności z oddaniem do użytku w 1898 r. linii kolejowej Legnica - Rawicz, na trasie której znalazły się Prochowice.
Szczedrzykowice-Stacja były jednym z ostatnich posterunków ruchu na odcinku Wrocław - Legnica, który w 2011 roku został poddany modernizacji, połączonej z likwidacją stacji i przekształceniem jej w posterunek odgałęźny.

## Zobacz też

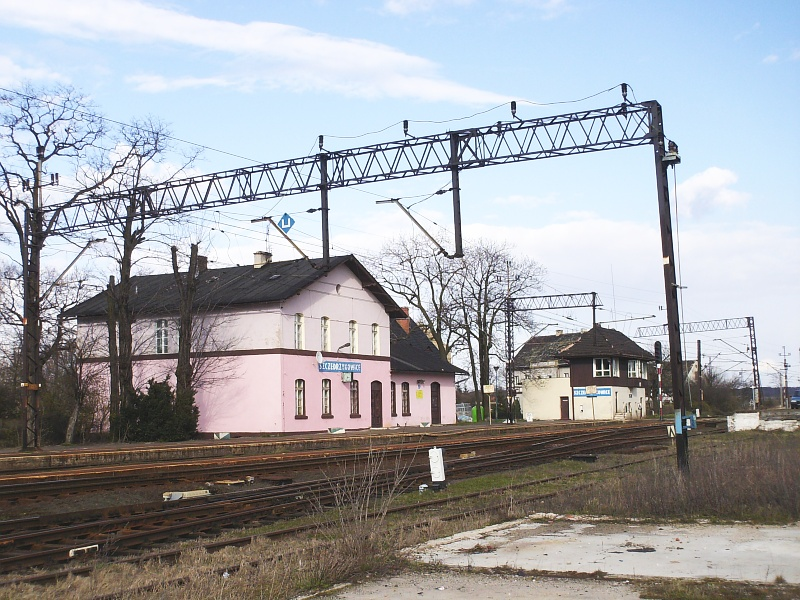
Szczedrzykowice (stacja kolejowa)